# Of Thee I Sing (lied)
Of Thee I Sing is een lied van George Gershwin uit de musical Of Thee I Sing van 1931 op tekst van Ira Gershwin. Het lied werd het eerst uitgevoerd door William Gaxton en Lois Moran tijdens de try-out van Of Thee I Sing op 8 december 1931 in het Majestic Theatre te Boston. De première was op 26 december in het Music Box Theatre in New York. Het lied is in de loop der jaren een jazzstandard geworden.

## Achtergrond
Het lied en de musical Of Thee I Sing is een parodie op de Amerikaanse presidentsverkiezingen. De verkiezingsslogan van presidentskandidaat Wintergreen is: Love.  Wintergreen zingt het lied voor zijn aanstaande bruid, Mary Turner, midden in Madison Square Garden waar een partijbijeenkomst wordt gehouden.
Het lied en de gelijknamige musical was een succes: alleen al in New York hadden een half miljoen mensen de musical bezocht, het was de blockbuster van de jaren 30.

## Kenmerken muziek
Het lied heeft de liedvorm (intro) A-A-B-A. Het tempo is Moderato met als extra aanduiding: “Slowly and with much expression”. De toonsoort in C majeur en de maatsoort 44.

De eerste acht maten van Of Thee I Sing:

## Vertolkers[4]
- Ella Fitzgerald
- Sarah Vaughan
- The Andrew Sisters
- Ben Selvin & His Orchestra
- Johnny Mathis
- Leon Russell
- Stan Getz
- Conte Candoli
- Lou Levy
- Leroy Vinnegar
- Shelly Manne
- Maureen McGovern
- Enoch Light
- Chris Connor
- Mitch Miller
- Abe Lyman
- Phil Neely
- Frank Sylvano
- Michael Feinstein
- Louis Prima
- Marni Nixon
- Kitty White
- The Sauter-Finegan Orchestra
- Paul Whiteman
- Eddy Howard
- Claude Williamson
- Red Callender
- Yankele